# Stolnica v Durhamu
Stolnica v Durhamu, uradno stolnica Kristusa, Blažene Marije Device in svetega Cuthberta Durhamskega je stolnica anglikanske cerkve v mestu Durham v Angliji. Stolnica je sedež škofa Durhama in je matična cerkev škofije Durham. Vsebuje tudi svetišča anglosaških svetnikov Cuthberta in Bede. V stolnici so dnevne službe anglikanske cerkve in leta 2019 je sprejela 727.367 obiskovalcev. To je zaščitena stavba I. stopnje in je del svetovne dediščine Durhamski grad in Durhamska stolnica.
Stolnica je naslednica anglosaškega Lindisfarnskega priorata, ki je bil ustanovljen ok. 635, a opuščen leta 875 zaradi vikinških napadov. Menihi so se naselili v Chester-le-Street od leta 882 do leta 995, ko so se preselili v Durham. Stolnica je ostala samostan, dokler ni bil leta 1541 razpuščen, od takrat pa jo vodita dekan in kapitelj. Območje je bilo del gradu Durham od 11. stoletja. Med vojnami treh kraljestev je bilo v stolnici 3000 škotskih vojnih ujetnikov, od katerih jih je 1700 umrlo v stavbi.
Sedanja stavba je bila v veliki meri dokončana med letoma 1093 in 1133 in je nadomestila anglosaško 'Belo cerkev'. Je pomemben primer romanskega arhitekturnega sloga, strop ladje pa je najzgodnejši ohranjeni primer šilasto rebrastega oboka. Galilejska kapela je bila dodana zahodnemu koncu v 1170-ih, zahodni stolpi pa zgrajeni približno leta 1200. Vzhodni del je bil razširjen v zgodnjeangleškem gotskem slogu v 1230-ih, pravokotni gotski osrednji stolp pa je bil zgrajen v dveh stopnje v 15. stoletju. Pomembna oprema vključuje srednjeveški škofov prestol in Nevilleovo korno pregrado, uro priorja Castella ter korne klopi iz 17. stoletja in pokrov krstilnika, ki ga je namestil škof Cosin. Številne samostanske stavbe so ohranjene; menihov refektorij zdaj vsebuje del knjižnice, ki hrani pomembne zbirke iz 6. stoletja.

## Zgodovina

### Anglosaška
Durham izvira iz škofije Lindisfarne, ki jo je ustanovil sveti Ajdan na ukaz Oswalda Northumbrijskega okoli leta 635, ki je bila leta 664 prenesena v York. Sedež je leta 678 v Lindisfarnu obnovil canterburyjski nadškof. Med mnogimi svetniki, ki izvirajo iz samostana Lindisfarne, je bil največji sv. Cuthbert, škof Lindisfarna od leta 685 do svoje smrti leta 687, ki je zaslužen za razvoj stolnice v Durhamu.
Po ponavljajočih se vikinških napadih so menihi leta 875 zbežali iz Lindisfarna in s seboj nosili relikvije sv. Cuthberta. Škofija Lindisfarne je ostala potujoča do leta 882, ko so se menihi ponovno naselili v Chester-le-Street, 60 milj južno od Lindisfarna in 6 milj severno od Durhama. Sedež je ostal v Chester-le-Streetu do leta 995, ko so nadaljnji vikinški vdori znova povzročili, da so se menihi preselili s svojimi relikvijami. Po lokalni legendi o sivi kravi in svetnikovi hagiografiji so menihi sledili dvema mlekaricama, ki sta iskali sivo kravo in se znašli na polotoku, ki ga je tvorila zanka v reki Wear. Nato je Cuthbertova krsta postala nepremakljiva, kar je veljalo kot znak, da je treba na tem mestu zgraditi novo svetišče, ki je postalo mesto Durham. Bolj prozaičen nabor razlogov za izbiro polotoka je njegov zelo obrambni položaj in da bi tam ustanovljena skupnost uživala zaščito grofa Northumbrijskega, s katerim je imel takratni škof Aldhun močne družinske vezi. Danes se ulica, ki vodi od The Bailey mimo vzhodnih stolpov stolnice do Palace Green, imenuje Dun Cow Lane zaradi miniaturnih krav, ki so se včasih pasle na bližnjih pašnikih.
Sprva je bila iz lokalnega lesa zgrajena zelo preprosta začasna stavba za namestitev relikvij sv. Cuthberta. Svetišče so nato prenesli v trdnejšo, verjetno še leseno stavbo, znano kot Bela Cerkev. To cerkev je tri leta pozneje leta 998 nadomestila kamnita stavba, tudi znana kot Bela cerkev, ki je bila leta 1018 dokončana, razen stolpa. Durham je kmalu postal romarski kraj, ki ga je spodbudil naraščajoči kult sv. Cuthberta. Kralj Knut Veliki je bil eden prvih romarjev in je menihom iz Durhama podelil številne privilegije in posestva. Ubranljiv položaj, tok denarja od romarjev in moč, utelešena v cerkvi v Durhamu, so spodbudili nastanek mesta okoli stolnice, ki je postavilo jedro mesta.

### Normani
Sedanja stolnica je bila zasnovana in zgrajena pod vodstvom Williama de St-Calaisa (znanega tudi kot William iz St. Carilefa). Leta 1083 je ustanovil benediktinski samostan sv. Cuthberta v Durhamu in potem, ko je izgnal posvetne kanonike (ter njihove žene in otroke), ki so tam skrbeli za cerkev in svetišče sv. Cuthberta, jih nadomestil z menihi iz samostanov Wearmouth in Jarrow. Obsežna cerkvena ozemlja je razdelil med svojo škofijo in novi priorat. Za prvega priorja je imenoval Aldwina.
Škof William iz St. Calaisa je porušil staro saško cerkev in 11. avgusta 1093 skupaj s priorjem Turgotom iz Durhama (Aldwinovim naslednikom) položil temeljni kamen velike nove stolnice. Menihi so na lastne stroške nadaljevali z gradnjo samostanskih stavb, medtem ko je škof prevzel odgovornost za dokončanje gradnje stolnice. Kamen za novogradnje so klesali iz pečin pod obzidjem in ga premikali navzgor z vitli. Glavni razlog za stolnico je bil hramba teles sv. Cuthberta in Bede Častitljivega.
Od takrat je bilo narejenih veliko večjih dodatkov in rekonstrukcij delov stavbe, vendar je večji del stavbe ostal prvotna normanska struktura. Gradnja stolnice se je začela leta 1093, na vzhodnem koncu. Kor je bil dokončan do leta 1096. Ob smrti škofa Williama iz St. Calaisa 2. januarja 1096 je bila kapiteljska dvorana dovolj pripravljena, da se lahko uporablja kot njegov grob. Leta 1104 so posmrtne ostanke sv. Cuthberta z veliko slovesnostjo prenesli v novo svetišče v novo stolnico. Menihi so še naprej skrbeli za svetišče sv. Cuthberta do razpustitve samostanov.
Dela so se nadaljevala na ladji, katere stene so bile dokončane do leta 1128, visok obok pa do leta 1135. Kapitelj je bil zgrajen med letoma 1133 in 1140 (delno porušen v 18. stoletju). William iz St. Carilefa je umrl leta 1096, preden je bila stavba dokončana in prenesel odgovornost na svojega naslednika Ranulfa Flambarda, ki je zgradil tudi most Framwellgate, najzgodnejši prehod čez reko Wear iz mesta. Trije škofje, William iz St. Carilefa, Ranulf Flambard in Hugh de Puiset, so vsi pokopani v zdaj prezidanem kapitlju.
V 1170. letih je Hugh de Puiset po napačnem začetku na vzhodnem koncu, kjer je posedanje in razpoke preprečilo nadaljevanje del, dodal Galilejsko kapelo na zahodnem koncu stolnice. Petladijska stavba zavzema položaj verande in je delovala kot Marijina kapela z velikimi zahodnimi vrati, ki jih je v srednjem veku blokiral oltar Device Marije. Vrata zdaj blokira grob škofa Thomasa Langleya. Galilejska kapela hrani tudi ostanke Bede Častitljivega. Glavni vhod v stolnico je na severni strani, obrnjen proti gradu.
Leta 1228 je bil Richard le Poore, salisburyjski škof, premeščen v Durham, potem ko je ravnokar obnovil salisburyjsko stolnico v gotskem slogu. V tistem trenutku je bilo treba vzhodni konec stolnice v Durhamu nujno popraviti; predlagana vzhodna razširitev ni uspela. Le Poore je zaposlil arhitekta Richarda Farnhama, da je zasnoval vzhodni del za stavbo, v katerem bi lahko številni menihi hkrati izgovorili horarij. Nastala stavba je bila kapela devetih oltarjev. Leta 1250 je bila prvotna streha stolnice zamenjana z obokom, ki je še vedno na svojem mestu.
Tudi stolpi izvirajo iz zgodnjega 13. stoletja, vendar je osrednji stolp poškodovala strela in je bil zamenjan v dveh fazah v 15. stoletju, zidarska mojstra sta bila Thomas Barton in John Bell.
Durhamski škof je bil časni gospodar grofije Palatin Durham. Škof je tekmoval za oblast s priorjem Durhama, velikim posestnikom, ki je imel lastne dvore za svoje svobodne najemnike. Sporazum iz okoli leta 1229, znan kot Le Convenit, je bil sklenjen za urejanje razmerja med obema mogočnežema.
Svetišče sv.a Cuthberta je bilo v vzhodnem apsidalnem delu stolnice. Lokacija notranje stene apside je označena na tlaku, grobnica sv. Cuthberta pa je prekrita s preprosto ploščo. Vendar je neznani menih leta 1593 zapisal:
[Svetišče] je bilo ocenjeno kot eno najrazkošnejših v vsej Angliji, tako velike so bile daritve in dragulji, ki so mu bili podarjeni in neskončni čudeži, ki so se v njem zgodili, celo v teh zadnjih dneh.— Durhamski obredi

### Razpustitev
Med razpustitvijo samostanov je bila leta 1538 po ukazu kralja Henrika VIII uničena grobnica sv. Cuthberta, samostansko bogastvo pa je bilo predano kralju. Svetnikovo telo je bilo izkopano in po obredih Durhama je bilo ugotovljeno, da ni pokvarjeno. Ponovno so ga pokopali pod navadno kamnito ploščo, ki so jo zdaj zgladila kolena romarjev, vendar starodavni tlak okoli njega ostaja nedotaknjen. Dve leti kasneje, 31. decembra 1540, je bil benediktinski samostan v Durhamu razpuščen in zadnji durhamski prior, Hugh Whitehead, je postal prvi dekan posvetnega kapitlja stolnice. [17]

### 17. stoletje
Po bitki pri Dunbarju septembra 1650 je Oliver Cromwell uporabil stolnico v Durhamu kot začasni zapor za zadrževanje škotskih vojnih ujetnikov. Ocenjuje se, da jih je bilo zaprtih kar 3000, od tega jih je 1700 umrlo v sami stolnici, kjer so bili zaprti v nečloveških razmerah, večinoma brez hrane, vode in toplote. Zaporniki so uničili velik del stolniškega lesa za kurjavo, vendar je bila ura Priora Castella, ki je prikazovala škotski badelj, ohranjena. Domneva se, da so bila trupla zapornikov pokopana v neoznačenih grobovih, preživeli pa so bili kot sužnji odpremljeni v ameriške kolonije.
Škof John Cosin (na položaju 1660–1672), prej kanonik stolnice, se je lotil obnove škode in prenove stavbe z novimi kornimi klopmi, mizo za litanije in visokim baldahinom nad krstnim kamnom. V tem času je bila dodana hrastova korna pregrada za nošenje orgel, ki je zamenjala kamnito, ki so jo podrli v 16. stoletju. Na ostankih stare obednice je dekan John Sudbury ustanovil knjižnico zgodnjih tiskanih knjig.

### 18. in 19. stoletja
V 18. stoletju so dekani Durhama pogosto imeli drug položaj v južni Angliji in potem, ko so zakonsko določen čas preživeli v rezidenci, so odšli na jug, da bi uredili svoje zadeve. Posledično je bilo po Cosinovi prenovi le malo restavriranja ali ponovne gradnje. Ko so se dela na stavbi znova začela, niso bila vedno primerna. Leta 1777 je arhitekt George Nicholson, ko je dokončal Prebendsov most čez Wear, prepričal dekana in kapitelj, da sta mu dovolila, da zgladi večji del zunanjega kamna stolnice in s tem precej spremeni njen značaj. Njegov naslednik William Morpeth je porušil večji del kapitlja.
Leta 1794 je arhitekt James Wyatt pripravil obsežne načrte, ki bi drastično spremenili stavbo, vključno z rušenjem Galilejske kapele, vendar si je kapitelj premislil ravno pravi čas, da je to preprečil. Wyatt je obnovil risbo Rose Window iz 15. stoletja in vstavil navadno steklo, ki je nadomestilo tisto, kar je odpihnilo v nevihti.
Leta 1847 je arhitekt Anthony Salvin odstranil Cosinov leseno orgelsko pregrado, s čimer se je odprl pogled na vzhodni konec iz ladje, leta 1858 pa je obnovil križni hodnik.
Viktorijansko obnovo stolpa stolnice v letih 1859–60 je izvedel arhitekt George Gilbert Scott, ki je sodeloval z Edwardom Robertom Robsonom (ki je šest let služil kot referent za dela v stolnici). Leta 1874 je bil Scott odgovoren za marmorno korno pregrado in prižnico v Crossingu. Leta 1892 je Scottov učenec Charles Hodgson Fowler ponovno zgradil kapiteljsko dvorano kot spomenik škofu Josephu Barberju Lightfootu.
Veliko zahodno okno, ki prikazuje Jessejevo drevo, je bilo darilo dekana Georgea Waddingtona leta 1867. To je delo Claytona in Bella, ki sta bila odgovorna tudi za okno Te Deum v južnem transeptu (1869), Štirje očetje - okno v severnem transeptu (1875) in rozeto Kristus v slavi (ok. 1876).[27]
Tu je tudi kip Williama Van Milderta (1826–1836), zadnjega škofa s palatinskimi pooblastili in gonilne sile ustanovitve univerze Durham.
- Turnerjeva Stolnica v Durhamu, 1801
- Pogled na stolnico v Durhamu in njeno okolico c. 1850
- Stolpa na koncu ladje
- Križni hodnik v stolnici v Durhamu

### 20. stoletje
V 1930-ih so se po navdihu dekana Cyrila Alingtona začela dela na obnovi svetišča sv. Cuthberta za velikim oltarjem kot ustreznega središča bogoslužja in romanja, nadaljevala pa so se po drugi svetovni vojni. Štiri svečnike in previsni baladahin (ok. 1950) je oblikoval Ninian Comper. Dva velika prapora v batiku, ki predstavljata svetnika Cuthberta in Oswalda, dodana leta 2001, sta delo Thetis Blacker. Drugje v stavbi je v 1930-ih in 1940-ih dodal več novih vitražev Hugha Raya Eastona. Okno Daily Bread Marka Angusa na severni strani ladje je iz leta 1984. V Galilejski kapeli je bil leta 1992 dodan lesen kip Marijinega oznanjenja poljskega umetnika Josefa Pyrza, istega leta kot okno Stella Maris Leonarda Evettsa.
Leta 1986 je stolnica skupaj z bližnjim gradom postala svetovna dediščina. Unescov odbor je stolnico razvrstil pod merila C (ii) (iv) (vi), pri čemer je poročal, da je »Durhamska stolnica največji in najpopolnejši spomenik arhitekture 'normanskega' sloga v Angliji«.
V svoji razpravi o pomenu stolnice je Historic England v svojem poročilu iz leta 1986 podal ta povzetek:

Na tem mestu so pokopane relikvije in materialna kultura treh svetnikov. Kontinuiteta uporabe in lastništva mesta v zadnjih 1000 letih kot kraja verskega čaščenja, učenja in bivanja; vloga mesta kot politične izjave o normanski moči, vsiljeni podjarmljenemu narodu, kot enega najmočnejših simbolov države med normansko osvojitvijo Britanije; pomen arheoloških ostankov najdišča, ki so neposredno povezani z zgodovino najdišča in kontinuiteto uporabe v zadnjih 1000 letih; kulturna in verska izročila ter zgodovinski spomini, povezani z relikvijami sv. Cuthberta in Beda Častitljivega ter s kontinuiteto uporabe in lastništva mesta v preteklem tisočletju.
Leta 1996 so bila Great Western Doorway prizorišče obsežne video instalacije Billa Viole The Messenger, ki jo je naročila stolnica v Durhamu.

### 21. stoletje
Na začetku tega stoletja sta bila dva oltarja v kapeli devetih oltarjev na vzhodnem koncu stolnice ponovno posvečena sveti Hildi iz Whitbyja in sveti Marjeti Škotski: osupljiva slika Marjete (z njenim sinom, bodočim kraljem Davidom) Paule Rego je bila posvečena leta 2004. V bližini je plošča, ki je bila prvič nameščena leta 2011 in ponovno posvečena leta 2017, v spomin na škotske vojake, ki so umrli kot ujetniki v stolnici po bitki pri Dunbarju leta 1650. Posmrtni ostanki nekaterih od teh ujetnikov so zdaj identificirani v množičnem grobu, odkritem med gradnjo dela leta 2013 tik pred stolnico v bližini Palace Green.
Leta 2004 sta bili dve leseni skulpturi Fenwicka Lawsona, Pietà in Kristusov grob, postavljeni v kapelo devetih oltarjev, leta 2010 pa je bil posvečen nov vitraž Preobrazba Toma Dennyja v spomin na Michaela Ramseyja, nekdanjega škofa Durhama in Canterburyjski nadškof.
Leta 2016 so bile nekdanje samostanske stavbe okoli križnega hodnika, vključno z meniškim dormitorijem in priorjevo kuhinjo, ponovno odprte za javnost kot Open Treasure, obsežna razstava, ki prikazuje zgodovino in posest stolnice.
Novembra 2009 se je stolnica predstavila na festivalu Lumiere, katerega vrhunec je bila osvetlitev severnega sprednjega dela stolnice s 15-minutno predstavitvijo Crown of Light, ki je pripovedovala zgodbo o Lindisfarnu in temelju stolnice z uporabo ilustracij in besedilo iz Lindisfarnskih evangelijev. Festival Lumiere so ponovili v letih 2011, 2013, 2015 in 2017.
Durhamski samostan je imel veliko rokopisov; v 21. stoletju so potekali koraki za digitalizacijo knjig, ki izvirajo iz 6. do 16. stoletja. Projekt sta v sodelovanju izvajali Univerza Durham in stolnica Durham.
Stolna cerkev in križni hodnik sta vsak dan odprta za obiskovalce ob določenih urah, razen če sta zaprta zaradi posebnega dogodka. Leta 2017 je bil odprt nov razstavni prostor Odprti zaklad, ki je vključeval prikaz krste sv. Cuthberta in različnih relikvij; leta 2019 je bila dodana nova razstava, Kartiranje sveta, ki prikazuje geografske predmete iz arhiva stolnice.

## Arhitektura
Obstaja nekaj dokazov, da je imela ladja kora najzgodnejše rebraste oboke v Angliji, kot je trdil John Bilson, angleški arhitekt, ob koncu 19. stoletja. Od takrat se trdi, da so druge stavbe, kot je opatija Lessay v severozahodni Franciji, zagotovile zgodnja eksperimentalna rebra, ki so ustvarila visoko tehnično raven, prikazano v Durhamu. V stenah kora so dokazi, da je imel visok obok rebra. Med Johnom Jamesom in Malcolmom Thurlbyjem obstaja polemika o tem, ali so bili ti rebrasti oboki štiridelni ali šestdelni, kar ostaja nerešeno.
Stavba je znana po rebrastem oboku ladje z nekaterimi najzgodnejšimi prečnimi šilastimi loki, podprtimi na razmeroma vitkih kompozitnih stebrih, ki se izmenjujejo z masivnimi bobnastimi stebri, in stranskimi oporniki, skritimi v triforiju nad ladjami. Zdi se, da so te značilnosti predhodnice gotske arhitekture severne Francije, verjetno zaradi odgovornih normanskih kamnosekov, čeprav stavba na splošno velja za romansko. Spretna uporaba šilastega loka in rebrastega oboka je omogočila pokritje veliko bolj izdelanih in zapletenih tlorisov kot prej. Oporniki so omogočili gradnjo višjih stavb in odpiranje vmesnih stenskih prostorov za ustvarjanje večjih oken.
V opisu Unescove svetovne dediščine je ta komentar o arhitekturnem slogu:

Čeprav so nekateri napačno menili, da je stolnica v Durhamu prvi 'gotski' spomenik (razmerje med njo in cerkvami, zgrajenimi v regiji Île-de-France v 12. stoletju, ni očitno), ta stavba zaradi inovativne drznosti svojega obokanja, predstavlja, tako kot Spire [Speyer] in Cluny, vrsto eksperimentalnega modela, ki je bil daleč pred svojim časom.
Druga spletna stran Združenih narodov navaja, da

»uporaba kamnitih 'reber', ki tvorijo koničaste loke za podporo stropu ladje, je bil pomemben dosežek in stolnica v Durhamu je najzgodnejši znani primer [in] obok ladje v je najpomembnejši arhitekturni element ... ker pomeni prelomnico v zgodovini arhitekture. Šilasti lok je bil prvič uspešno uporabljen kot konstrukcijski element v tem objektu. Polkrožni loki so bili tipi, ki so se uporabljali pred sprejetjem konstrukcijskega šilastega loka – katerih omejitev je, da mora biti njihova višina sorazmerna z njihovo širino.«
Grobnica sv. Cuthberta leži na vzhodu v feretoryju (kapela) in je bila nekoč dodelan spomenik iz krem marmorja in zlata. Ostaja romarski kraj. Fragmenti krste sv. Cuthberta so razstavljeni v katedrali.

## Linija poldnevnika
Leta 1829 sta dekan in kapitelj dovolila graviranje poldnevnika na tla in steno severnega križnega hodnika. Krožna odprtina približno 2,5 cm v traku sosednjega okna približno 3 m nad nivojem tal usmerja žarek sončne svetlobe, da pade na črto točno v času, ko sonce prečka poldnevnik. Konstruirala sta ga William Lloyd Wharton iz Dryburna in gospod Carr, takratni ravnatelj šole Durham.